# 格吕埃莱叙朗斯
格吕埃莱叙朗斯（法語：Gruey-lès-Surance，法語發音：[ɡʁyɛ lɛ syʁɑ̃s] ⓘ）是法国大東部大區孚日省的一个市镇，属于埃皮纳勒区。

## 地理
格吕埃莱叙朗斯（48°2'16"N, 6°11'3"E）面积27.1 平方千米，位于法国大東部大區孚日省，该省份为法国东北部内陆省份，北起默兹省和默尔特-摩泽尔省，西接上马恩省，南至上索恩省和贝尔福地区省，东临上莱茵省和下莱茵省。
与格吕埃莱叙朗斯接壤的市镇（或旧市镇、城区）包括：丰特努瓦堡、格朗吕德班、拉艾、埃讷泽勒、拉沃日莱班。
格吕埃莱叙朗斯的时区为UTC+01:00、UTC+02:00（夏令时）。

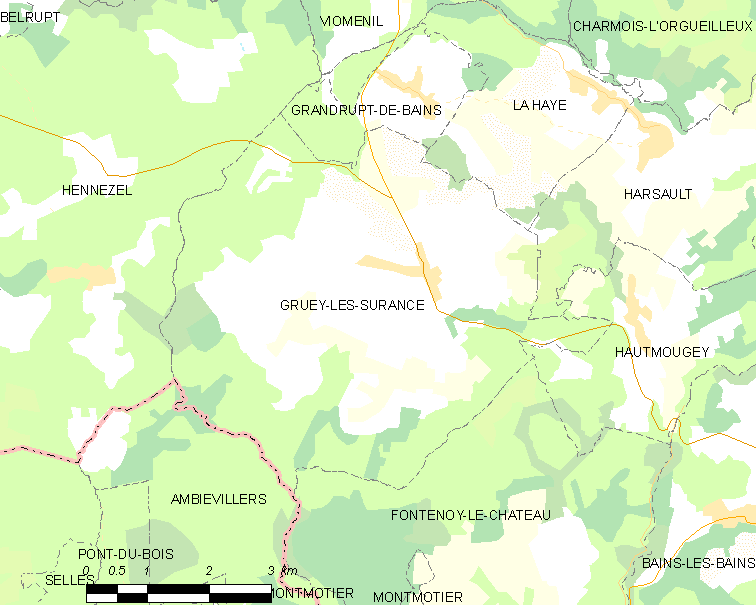
格吕埃莱叙朗斯的OSM定位图

## 行政
格吕埃莱叙朗斯的邮政编码为88240，INSEE市镇编码为88221。

## 政治
格吕埃莱叙朗斯所属的省级选区为勒瓦勒达若勒县。

## 人口

1962-2008年间格吕埃莱叙朗斯人口变化图示

格吕埃莱叙朗斯于2022年1月1日时的人口数量为210人。